# Малдиви на Светском првенству у атлетици на отвореном 2023.
Малдиви су учествовали на 19. Светском првенству у атлетици на отвореном 2023. одржаном у Будимпешти од 19. до 27. августа осамнаести пут. Репрезентацију Малдива представљао је 1 атлетичар који се такмичио у трци на 100 метара.,
На овом првенству такмичар Малдива није освојио ниједну медаљу али је остварио лични рекорд.

## Учесници
Мушкарци:
- Нуџом Хасан — 100 м

## Резултати

### Мушкарци
| Атлетичар   | Дисциплина | Лични рекорд | Предтакмичење | Предтакмичење | Квалификације        | Квалификације        | Полуфинале           | Полуфинале           | Финале               | Финале       | Детаљи |
| Атлетичар   | Дисциплина | Лични рекорд | Резултат      | Место         | Резултат             | Место                | Резултат             | Место                | Резултат             | Место        | Детаљи |
| ----------- | ---------- | ------------ | ------------- | ------------- | -------------------- | -------------------- | -------------------- | -------------------- | -------------------- | ------------ | ------ |
| Нуџом Хасан | 100 м      |              | 11,30 ЛР      | 4. у гр. 4    | Није се квалификовао | Није се квалификовао | Није се квалификовао | Није се квалификовао | Није се квалификовао | 19 / 71 (75) |        |